# Dactylispa hostica
Dactylispa hostica es una especie de insecto coleóptero de la familia Chrysomelidae.
Fue descrita científicamente en 1898 por Gestro.